# Cocktail albatros
L'Albatros è un cocktail basato sulla miscibilità degli alcolici che lo compongono.

## Composizione
- 1/4 di gin
- 1/4 di cointreau
- 2/4 di succo alla pesca

## Preparazione
È importante che gli ingredienti vengano versati nella quantità e nell'ordine sopra elencati, dopo questa fase bisogna shakerare e non mescolare. Servire molto freddo e con ghiaccio triturato.